# Tristan Lamasine
Tristan Lamasine (ur. 5 marca 1993 na Thiais) – francuski tenisista.

## Kariera tenisowa
Zawodowym tenisistą Lamasine został w 2010. Od tego czasu wygrał jeden turniej o randze ATP Challenger Tour w grze pojedynczej i dwanaście w grze podwójnej.
W zawodach Wielkiego Szlema najdalej awansował do drugiej rundy French Open 2016 w deblu wspólnie z Albanem Olivettim, a para ta startowała w zawodach z dziką kartą. W cyklu ATP World Tour Lamasine jest półfinalistą gry podwójnej w Montpellier (2018), gdzie tworzył parę z Lucasem Pouille.
W rankingu gry pojedynczej najwyżej był na 181. miejscu (3 sierpnia 2015), a w klasyfikacji gry podwójnej na 85. pozycji (13 czerwca 2016).

### Zwycięstwa w turniejach ATP Challenger Tour w grze pojedynczej
| Końcowy wynik | Nr | Data          | Turniej | Nawierzchnia | Przeciwnik | Wynik finału |
| ------------- | -- | ------------- | ------- | ------------ | ---------- | ------------ |
| Zwycięzca     | 1. | 26 lipca 2015 | Tampere | Ceglana      | André Ghem | 6:3, 6:2     |